# Daiju Takase
Daiju Takase (高瀬 大樹 Takase Daiju?) (Tokio, 20 de abril de 1978) es un artista marcial mixto y luchador profesional japonés, conocido por su carrera en PRIDE Fighting Championships y Pancrase.
A lo largo de su trayectoria Takase se ha enfrentado a dura oposición, lo que le ha granjeado un récord más bien irregular, pero también ha logrado victorias sobre oponentes muy superiores física o técnicamente, como Anderson Silva, Carlos Newton o Emmanuel Yarborough. Takase es conocido por su frecuentemente baja agresividad en el cuadrilátero, hecho por el que los desenlaces por decisión abundan en su récord, pero que le ha permitido varias de sus más destacadas victorias.
Takase hizo su debut en la lucha libre en 2007 para la extinta empresa UWAI STATION, apareciendo posteriormente en Real Japan Pro Wrestling y otros eventos.

## Récord de artes marciales mixtas
| Resultado | Récord  | Oponente            | Método                         | Evento                                             | Fecha                   | Ronda | Tiempo | Localización                       |
| --------- | ------- | ------------------- | ------------------------------ | -------------------------------------------------- | ----------------------- | ----- | ------ | ---------------------------------- |
| Victoria  | 11-13-2 | Yuji Sakuragi       | Sumisión (guillotine choke)    | DEEP Haleo Impact                                  | 22 de diciembre de 2012 | 2     | 1:33   | Tokio, Japón                       |
| Victoria  | 10-13-2 | Brandon Kesler      | Decisión (unánime)             | Dare Fight Sports - Dare 1/12                      | 7 de enero de 2012      | 3     | 5:00   | Bangkok, Tailandia                 |
| Empate    | 9-13-2  | Hoon Kim            | Empate                         | Pancrase - Passion Tour 4                          | 29 de abril de 2010     | 3     | 5:00   | Tokio, Japón                       |
| Victoria  | 9-13-1  | Mr. X               | Sumisión (cross armbar)        | TFC - Titan Fighting Championship 5                | 23 de agosto de 2009    | 1     | 2:17   | Tokio, Japón                       |
| Victoria  | 8-13-1  | Shuji Morikawa      | Decisión (dividida)            | GCM - Cage Force 11                                | 27 de junio de 2009     | 3     | 5:00   | Tokio, Japón                       |
| Derrota   | 7-13-1  | Masataka Chinushi   | KO (puñetazo)                  | Heat 8                                             | 14 de diciembre de 2008 | 2     | 4:57   | Tokio, Japón                       |
| Derrota   | 7-12-1  | Terry Martin        | Descalificación (golpes bajos) | Adrenaline MMA: Guida vs. Russow                   | 14 de junio de 2008     | 2     | 3:35   | Chicago, Illinois, Estados Unidos  |
| Derrota   | 7-11-1  | Héctor Lombard      | KO                             | X-plosion 13                                       | 18 de marzo de 2006     | 1     | 4:40   | Sídney, Australia                  |
| Derrota   | 7-10-1  | Daniel Acácio       | TKO (patadas)                  | PRIDE Bushido 6                                    | 3 de abril de 2005      | 2     | 3:34   | Yokohama, Kanagawa, Japón          |
| Victoria  | 7-9-1   | Carlos Newton       | Decisión (dividida)            | PRIDE Bushido 3                                    | 23 de mayo de 2004      | 2     | 5:00   | Yokohama, Kanagawa, Japón          |
| Victoria  | 6-9-1   | Chris Brennan       | Decisión (unánime)             | PRIDE Bushido 2                                    | 15 de febrero de 2005   | 2     | 5:00   | Yokohama, Kanagawa, Japón          |
| Derrota   | 5-9-1   | Hayato Sakurai      | Decisión (unánime)             | PRIDE Shockwave 2003                               | 31 de diciembre de 2003 | 3     | 5:00   | Saitama, Japón                     |
| Derrota   | 5-8-1   | Rodrigo Gracie      | Decisión (unánime)             | PRIDE Bushido 1                                    | 5 de octubre de 2003    | 3     | 5:00   | Saitama, Japón                     |
| Victoria  | 5-7-1   | Anderson Silva      | Sumisión (triangle choke)      | PRIDE 26                                           | 8 de junio de 2003      | 1     | 8:33   | Yokohama, Kanagawa, Japón          |
| Derrota   | 4-7-1   | Antonio Schembri    | Decisión (dividida)            | PRIDE The Best Vol.2                               | 20 de julio de 2002     | 2     | 5:00   | Tokio, Japón                       |
| Victoria  | 4-6-1   | Johil de Oliveira   | Decisión (unánime)             | PRIDE The Best Vol. 1                              | 22 de febrero de 2002   | 2     | 5:00   | Tokio, Japón                       |
| Victoria  | 3-6-1   | LaVerne Clark       | Sumisión (triangle choke)      | Pancrase - 2001 Neo-Blood Tournament Opening Round | 29 de julio de 2001     | 2     | 0:16   | Tokio, Japón                       |
| Derrota   | 2-6-1   | Kiuma Kunioku       | Decisión (mayoría)             | Pancrase - Proof 2                                 | 31 de marzo de 2001     | 3     | 5:00   | Osaka, Japón                       |
| Derrota   | 2-5-1   | Fabiano Iha         | TKO (puñetazos)                | UFC 29                                             | 16 de diciembre de 2000 | 1     | 2:24   | Tokio, Japón                       |
| Derrota   | 2-4-1   | Nate Marquardt      | KO (rodillazo)                 | Pancrase - Trans 4                                 | 26 de junio de 2000     | 2     | 1:30   | Tokio, Japón                       |
| Victoria  | 2-3-1   | Daisuke Watanabe    | Decisión (unánime)             | Pancrase - Trans 1                                 | 23 de enero de 2000     | 1     | 10:00  | Tokio, Japón                       |
| Derrota   | 1-3-1   | Kenichi Yamamoto    | Decisión (unánime)             | UFC 23                                             | 19 de noviembre de 1999 | 3     | 5:00   | Tokio, Japón                       |
| Derrota   | 1-2-1   | Ikuhisa Minowa      | Sumisión (triangle choke)      | Pancrase - 1999 Neo-Blood Tournament Opening Round | 1 de agosto de 1999     | 1     | 7:59   | Tokio, Japón                       |
| Derrota   | 1-1-1   | Jeremy Horn         | TKO (golpes)                   | UFC 21                                             | 16 de julio de 1999     | 1     | 4:41   | Cedar Rapids, Iowa, Estados Unidos |
| Empate    | 1-0-1   | Daisuke Ishii       | Empate                         | Pancrase - Breakthrough 4                          | 18 de abril de 1999     | 1     | 15:00  | Yokohama, Kanagawa, Japón          |
| Victoria  | 1-0-0   | Emmanuel Yarborough | Sumisión (golpes)              | PRIDE 3                                            | 24 de junio de 1998     | 2     | 3:22   | Tokio, Japón                       |